# Hellmut Horlacher
Hellmut Horlacher (* 17. Mai 1927 in München; † 14. August 2013) war ein deutscher Jurist und Verbandsfunktionär.

## Leben
Horlacher kam als Sohn des Agrarfunktionärs und Landtagspräsidenten Michael Horlacher (1888–1957) und dessen Ehefrau Elisabeth, geb. Rose, zur Welt. Nach dem Abitur leistete er ab 1944 Kriegsdienst an der Westfront. Er studierte Rechts- und Volkswissenschaften an der Universität München und legte beide Staatsexamen ab, 1955 promovierte er an der Rechtswissenschaftlichen Fakultät in München.
Von 1954 bis 1969 war er im Bayerischen Staatsministerium für Ernährung, Landwirtschaft und Forsten tätig, zuletzt im Rang eines Ministerialrats als Leiter des Personalwesens. Dann wechselte er in den Vorstand des Bayerischen Raiffeisenverbandes und war von 1971 bis 1989 dessen Präsident.
Er war außerdem Vorsitzender der Raiffeisen-Pensionskasse, stellvertretender Verwaltungsratsvorsitzender der Bayern-Versicherung, Aufsichtsratsvorsitzender der Rechenzentrale Bayerische Genossenschaften eG und der Bayerischen Landesbuchstelle Revisions- und Steuerberatungsgesellschaft für Landwirtschaft und Gewerbe und Aufsichtsratsmitglied der Bayerischen Versicherungsbank Allianz AG, der BayWa und der SDK-Süddeutsche Krankenversicherungs AG.

## Werke
- Die preisrechtlichen Beschränkungen bei der Zwangsversteigerung land- oder forstwirtschaftlicher Grundstücke, Diss., 1955
- Tierzuchtrecht, 1959
- Staatsbürgerkunde für Landwirtschaftsschulen, zuletzt 1970, 4. Aufl., 1970, ISBN 3-405-10567-6

## Ehrungen
- 1983: Verdienstkreuz am Bande der Bundesrepublik Deutschland
- Großes Goldenes Ehrenzeichen des Landes Steiermark
- Goldmedaille des Deutschen Genossenschafts- und Raiffeisenverbandes